# Photograph (Ringo Starr)
Photograph è una canzone di Ringo Starr, scritta assieme all'amico George Harrison, pubblicata nel suo album Ringo e come singolo nel 1973.

## La canzone
Il singolo, con al lato B Down and Out, venne pubblicato il 24 settembre 1973 negli USA, dove arrivò al primo posto delle classifiche come anche in Canada per due settimane ed in Australia, quarta nei Paesi Bassi, quinta in Germania, sesta in Svizzera e Norvegia ed il 19 ottobre dello stesso anno nel Regno Unito, dove raggiunse l'ottava posizione. 
Il videoclip del singolo è stato girato nella casa di Ringo.
È stata inclusa nella raccolta Blast from Your Past ed in seguito nella raccolta Photograph: The Very Best of Ringo, che ha preso il nome dalla canzone. Inoltre, è spesso presente nei live, ed è stata pubblicata negli album live Ringo Starr and His All-Starr Band..., VH1 Storytellers, The Anthology...So Far, King Biscuit Flower Hour Presents Ringo & His New All-Starr Band, Extended Versions, Ringo Starr and Friends e Live at the Greek Theatre 2008.
Nel Concert for George Ringo Starr ha eseguito la canzone, assieme ad Honey Don't. Egli ha dichiarato che il brano ha assunto un diverso significato dopo la perdita di Harrison. Secondo il sito del Concert for George, l'esecuzione ha commosso il pubblico. Il brano è stato pubblicato anche nell'omonimo album.

## Formazione
- Ringo Starr – voce, batteria
- George Harrison – cori, chitarra acustica a 12 corde
- Vini Poncia – chitarra acustica
- Jimmy Calvert – chitarra acustica
- Nicky Hopkins – pianoforte
- Klaus Voormann – basso elettrico
- Bobby Keys – sassofono tenore
- Lon Van Eaton – percussioni
- Derrek Van Eaton – percussioni
- Jim Keltner – batteria

L'arrangiamento vocale ed orchestrale è stato svolto da Jack Nitzsche.